# هلن (بازیگر)
هلن (انگلیسی: Helen Ann Richardson؛ زادهٔ ۲۱ نوامبر ۱۹۳۸) یک هنرپیشه اهل هند است. وی از سال ۱۹۵۱ میلادی تاکنون مشغول فعالیت بوده‌است.

## بخشی از فیلمشناسی
- آسمان (۱۹۵۲)
- یهودی (۱۹۵۸)
- آنچه که حرکت می‌کند یک ماشین است (۱۹۵۸)
- پل هوراه (۱۹۵۸)
- من مست هستم (۱۹۵۹)
- ازدواج عاشقانه (۱۹۵۹)
- بازار سیاه (۱۹۶۰)
- حجاب (۱۹۶۰)
- قلب من مال من است و عشق من برای شخص دیگری است (۱۹۶۰)
- جنگلی (۱۹۶۱)
- گنگا و جمنا (۱۹۶۱)
- من باید ساکت بمانم (۱۹۶۲)
- محله چینی‌ها (۱۹۶۲)
- بلیت نیم‌بها (۱۹۶۲)
- او که بود؟ (۱۹۶۴)
- سرمه (۱۹۶۵)
- خاندان (۱۹۶۵)
- طبقه سوم (۱۹۶۶)
- دزد جواهر (۱۹۶۷)
- باهو بیگم (۱۹۶۷)
- اولاد (۱۹۶۸)
- شکار (۱۹۶۸)
- بازی (۱۹۶۸)
- قسمت (۱۹۶۸)
- عشق، فقط عشق (۱۹۶۹)
- آنجا که عشق یافت می‌شود (۱۹۶۹)
- شاهزاده (۱۹۶۹)
- انتقام (۱۹۶۹)
- قطار (۱۹۷۰)
- تو جوان من را دوست داری (۱۹۷۰)
- چه احمقی (۱۹۷۰)
- بمبئی تاکی (۱۹۷۰)
- اعلان (۱۹۷۱)
- پروانه (۱۹۷۱)
- کاروان (۱۹۷۱)
- شریک زندگی من (۱۹۷۲)
- شیطان شریف (۱۹۷۳)
- کبوتر بزرگ (۱۹۷۳)
- آنامیکا (۱۹۷۳)
- تهدید (۱۹۷۳)
- چالیا (۱۹۷۳)
- مست (۱۹۷۴)
- ثروتمند و فقیر (۱۹۷۴)
- هزار رنگ ما (۱۹۷۵)
- شعله (۱۹۷۵)
- به خاطر شما (۱۹۷۷)
- خون و عرق (۱۹۷۷)
- ایمان دارم (۱۹۷۷)
- آمر اکبر آنتونی (۱۹۷۷)
- آخرین راهزن (۱۹۷۸)
- دان (۱۹۷۸)
- دام (۱۹۷۸)
- قمارباز قهار (۱۹۷۹)
- خون دو رنگ دارد (۱۹۷۹)
- دوستانه (۱۹۸۰)
- عبدالله (۱۹۸۰)
- بمبئی ۴۰۵ مایل (۱۹۸۰)
- رام و بارلام (۱۹۸۰)
- عظمت (۱۹۸۰)
- بلندی (۱۹۸۱)
- فراموش نکن (۱۹۸۱)
- چشم سوم (۱۹۸۲)
- دشمنان ثروت (۱۹۸۳)
- تنها (۱۹۹۱)
- اشک‌ها تبدیل شده‌اند به شعله (۱۹۹۳)
- سکوت: موزیکال (۱۹۹۶)
- دلدادگان (۱۹۹۹)
- محبت‌ها (۲۰۰۰)
- شرارت (۲۰۰۲)
- آنچه دل بخواهد (۲۰۰۴)
- ناشناس (۲۰۰۵)
- تو مرا دیوانه کردی (۲۰۰۶)
- ماریگولد (۲۰۰۷)
- نمی‌دانم چرا (۲۰۱۰)
- زوج شکن (۲۰۱۲)